# Великобритания на зимних Олимпийских играх 1968
Великобритания принимала участие в Зимних Олимпийских играх 1968 года в Гренобле (Франция) в десятый раз, но не завоевала ни одной медали.

## Состав сборной
Сборную страны представляли 38 спортсменов: 10 женщин и 28 мужчин. Они соревновались в 7 видах спорта:
- биатлон
- бобслей
- горнолыжный спорт
- конькобежный спорт
- лыжные гонки
- санный спорт
- фигурное катание.

Самой молодой участницей сборной была 17-летняя фигуристка Линда Бернард, самым старшим участником — 35-летний бобслеист Джон Блоки.
Знаменосцем был Робин Диксон.

## Результаты
Лучшим результатом для британской сборной стало 4 место Джины Хаторн в слаломе. Хорошо выступили бобслеисты: команда Энтони Нэша и Робина Диксона заняла 5 место среди «двоек». Горнолыжница Фелисити Филд заняла 6 место в скоростном спуске.

### Санный спорт
Соревнования прошли с 11 по 18 февраля на санно-бобслейной трассе во французской коммуне Виллар-де-Ланс, расположенной примерно в 19 км юго-западнее Гренобля. Индивидуальные программы мужчин и женщин сопровождались плохими погодными условиями.
Мужчины (одиночки)
| Спортсмен        | 1 заезд | 1 заезд | 2 заезд | 2 заезд | 3 заезд | 3 заезд | Итог    | Итог  |
| Спортсмен        | Время   | Место   | Время   | Место   | Время   | Место   | Время   | Место |
| ---------------- | ------- | ------- | ------- | ------- | ------- | ------- | ------- | ----- |
| Джеймс Мэнкларк  | 1:02.99 | 41      | 1:03.12 | 41      | 1:01.83 | 40      | 3:07.94 | 40    |
| Ричард Ливерсидж | 1:02.83 | 40      | 1:02.81 | 39      | 1:01.40 | 36      | 3:07.04 | 39    |

### Фигурное катание
Соревнования прошли с 7 по 16 февраля в на искусственном льду гренобльского Дворца спорта, в трёх дисциплинах: в мужском и женском одиночном катании и в парах.
Мужчины (одиночное катание)
| Спортсмен      | Обязательные фигуры | Произвольная программа | Баллы  | Сумма мест | Место |
| -------------- | ------------------- | ---------------------- | ------ | ---------- | ----- |
| Хейг Унджян    | 19                  | 13                     | 1639.5 | 154        | 17    |
| Майкл Уилльямс | 15                  | 15                     | 1650.9 | 147        | 15    |

Женщины (одиночное катание)
| Спортсменка            | Обязательные фигуры | Произвольная программа | Баллы  | Сумма мест | Место |
| ---------------------- | ------------------- | ---------------------- | ------ | ---------- | ----- |
| Фрэнсис Мюриэл Уогхорн | 22                  | 28                     | 1557.2 | 211        | 24    |
| Патришия Додд          | 9                   | 27                     | 1634.6 | 140        | 15    |
| Салли-Энн Степлфорд    | 7                   | 17                     | 1680.9 | 105        | 11    |

Пары
| Спортсмены                   | Короткая программа | Произвольная программа | Баллы | Сумма мест | Место |
| ---------------------------- | ------------------ | ---------------------- | ----- | ---------- | ----- |
| Линда Бернард Рэймонд Уилсон | 18                 | 18                     | 251.2 | 160        | 18    |